# De uitverkorenen op weg naar de hemel
De uitverkorenen op weg naar de hemel (Frans: L'Ascension des élus) is een schilderij van Dirk Bouts dat hij rond 1470 schilderde. Sinds 1862 maakt het deel uit van de collectie van het Museum voor Schone Kunsten in Rijsel.

## Herkomst
In 1468 bestelde de stad Leuven bij Bouts een drieluik met het Laatste Oordeel. Waarschijnlijk was De uitverkorenen op weg naar de hemel het linker zijpaneel van deze triptiek. Het andere zijpaneel, De val van de verdoemden, bevindt zich ook in het Museum voor Schone Kunsten. Het middenpaneel is grotendeels verloren gegaan. In de Alte Pinakothek in München bevindt zich een kopie uit de zestiende eeuw, die een indruk geeft van het oorspronkelijke werk.  
Waarschijnlijk is het paneel in bezit geweest van de Abdij van Tongerlo. In 1862 kocht het museum in Rijsel het op de verkoop van de collectie van de schilder en kunsthandelaar Lambert Jean Nieuwenhuys in Brussel.  

## Voorstelling
Bij het schilderen van het paradijs en de hel maakte Bouts gebruik van beschrijvingen in de Bijbel en een vertaling van een Latijns manuscript uit de twaalfde eeuw, Tractatus de Purgatorio Sancti Patricii, dat vertelt over de legendarische reis van Ridder Owein naar het hiernamaals waar hij de hel en het paradijs bezoekt.
In het midden van het schilderij bevindt zich de levensfontein waaruit de vier rivieren van de Hof van Eden ontspringen. Op de voorgrond leidt een engel met zwarte vleugels de uitverkorenen naar het paradijs. Ze zijn slechts gekleed in een wit laken. De vrouwen hebben middeleeuwse kapsels met lang golvend haar en een geschoren voorhoofd tot oorhoogte. Links van hen zingen vogels op een bemoste rots. Op de oever van de rivier liggen talloze edelstenen. De weide waarop ze staan is bezaaid met bloemen. In het bovenste deel van het schilderij beklimmen andere groepjes uitverkorenen een heuvel om toegang te krijgen tot het hemelse paradijs. Een tunnel van licht wijst hun de weg.
Bouts maakt gebruik van een atmosferisch perspectief om de diepte van het landschap over te brengen. De kleuren veranderen van groen en bruin op de voorgrond naar blauw en wit in de verte.
De zorgvuldig geschilderde details zoals het kleed van de engel en de natuurgetrouw weergegeven planten en bloemen verraden de invloed van Jan van Eyck. De uitgerekte figuren doen eerder aan Rogier van der Weyden denken.

## Afbeeldingen

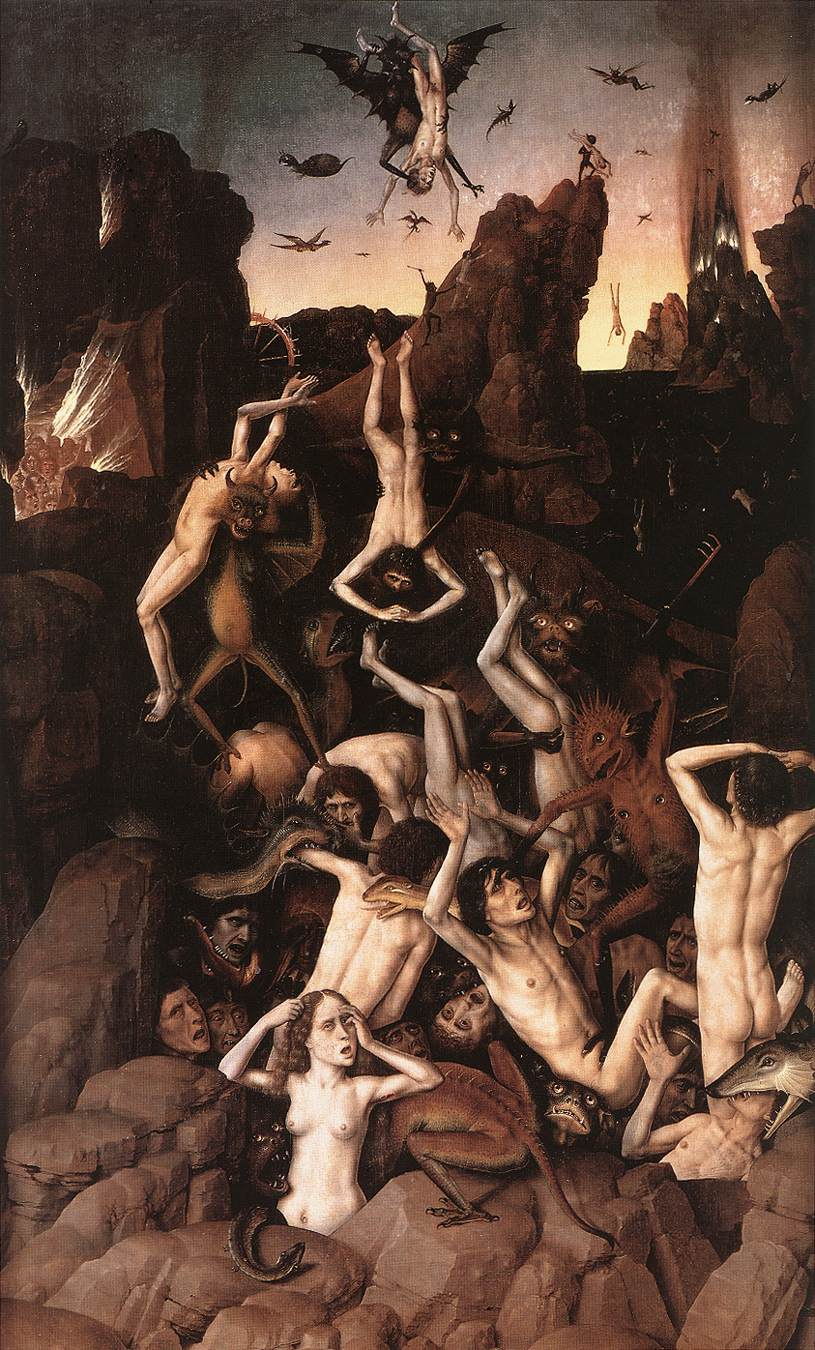
De val van de verdoemden
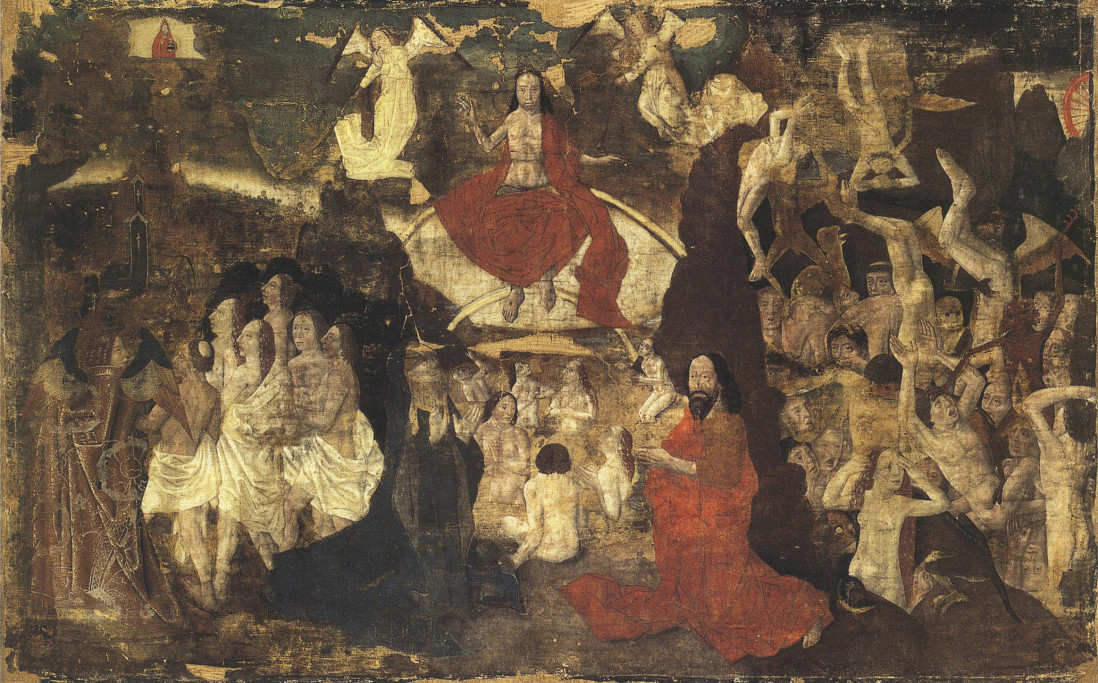
Het Laatste Oordeel - kopie naar Bouts